# Vohemara hysielloides
Vohemara hysielloides är en insektsart som beskrevs av Vitaly Michailovitsh Dirsh 1966. Vohemara hysielloides ingår i släktet Vohemara och familjen gräshoppor. Inga underarter finns listade i Catalogue of Life.